# Állan Miranda
Allan Ricardo Miranda Albertazzi (San José, 28 de mayo de 1987) es un exfutbolista costarricense que se desempeñaba como defensa, su último equipo fue el San José FC

## Selección nacional
Hizo su debut el martes 2 de febrero de 2016 en un partido amistoso ante la Selección de Venezuela en el estadio Agustín Tovar de Barinas.

### Partidos
Ha disputado un total un partido con la selección costarricense el cual perdió 1-0.
| Partidos | Partidos  | Partidos  | Partidos             | Partidos          | Partidos    | Partidos | Partidos | Partidos      | Partidos |
| N°       | Rival     | Resultado | Fecha                | Lugar             | Competencia | Goles    | Cambio   | DT            |          |
| -------- | --------- | --------- | -------------------- | ----------------- | ----------- | -------- | -------- | ------------- | -------- |
| 1        | Venezuela | 1:0 (0:0) | 2 de febrero de 2016 | Barinas Venezuela | Amistoso    | -        | -        | Óscar Ramírez |          |

## Clubes
| Club                          | País       | Año         | PJ  | Goles |
| ----------------------------- | ---------- | ----------- | --- | ----- |
| Pérez Zeledón                 | Costa Rica | 2012 - 2014 | 64  | 1     |
| AS Puma Generaleña            | Costa Rica | 2014 - 2015 | 21  | 0     |
| Herediano                     | Costa Rica | 2015 - 2017 | 61  | 0     |
| Antigua Guatemala Fútbol Club | Guatemala  | 2017 - 2018 | 36  | 2     |
| Alajuelense                   | Costa Rica | 2018 - 2019 | 35  | 1     |
| Gudja United                  | Malta      | 2019        | 8   | 1     |
| Comunicaciones Fútbol Club    | Guatemala  | 2019        |     |       |
| Antigua Guatemala Fútbol Club | Guatemala  | 2020        |     |       |
| Club Deportivo Cobán Imperial | Guatemala  | 2020        |     |       |
| Sporting Football Club        | Costa Rica | 2021        |     |       |
| San José FC                   | Costa Rica | 2021 - 2022 |     |       |
| Total                         |            |             | 225 | 5     |